# (17914) Joannelee
(17914) Joannelee (1999 FA54) – planetoida z pasa głównego asteroid okrążająca Słońce w ciągu 3,74 lat w średniej odległości 2,41 j.a. Odkryta 20 marca 1999 roku.